# Loreena McKennitt
Loreena Isabel Irene McKennitt, CM OM (Morden, 17. veljače 1957.) kanadska je glazbenica, kantautorica, harfistica, harmonikašica i pijanistica koja sklada, snima i svira tradicionalnu glazbu s keltskom i bliskoistočnom tematikom. McKennitt je dramski sopran. Diljem svijeta prodano je više od 14 milijuna primjeraka njezinih albuma.

## Rani život
McKennitt je rođena 17. veljače 1957. u Mordenu u Manitobi. Irskih je i škotskih korijena. Roditelji su joj Jack (preminuo 1992.) i Irene McKennitt (1931. – 2011.). U Mordenu se počela zanimati za glazbu i djelomično ju je nadahnula glazbena tradicija lokalne grupe menonita.
McKennitt se upisala na Sveučilište u Manitobi u Winnipegu kako bi postala veterinarka. U Winnipegu je počela slušati narodnu glazbu, pogotovo glazbu Kanađana kao što su Neil Young, Joni Mitchell i Gordon Lightfoot. U to se vrijeme počela zanimati i za keltsku glazbu pa je posjetila Irsku kako bi je čula uživo. Zbog toga je naučila svirati irsku harfu i nastupati na raznim mjestima, kao što je St. Lawrence Market u Torontu, kako bi zaradila novac za snimanje prvog albuma.
Godine 1981. preselila se u Stratford, Ontario kako bi se pridružila Stratford Festivalu; i dalje ondje živi.

## Karijera

### Prvotni uspjeh (1985. – 1998.)
Prvi album, Elemental, objavljen je 1985. godine, nakon čega su uslijedile objave albuma To Drive the Cold Winter Away (1987.), Parallel Dreams (1989.), The Visit (1991.), The Mask and Mirror (1994.), A Winter Garden (1995.) i The Book of Secrets (1997.). Sav je njezin rad objavila njezina vlastita diskografska kuća Quinlan Road.
Godine 1990. McKennitt skladala je glazbu za dokumentarni film Nacionalnog filmskog odbora Kanade The Burning Times; u pitanju je feministički pogled na lov na vještice početkom novoga vijeka. Kasnije je s dodatnim glazbenicima ponovno snimila glavnu melodiju tog dokumentarnog filma i objavila je na albumu The Visit pod imenom "Tango to Evora".
Godine 1993. otišla je na europsku turneju tijekom koje je podržala Mikea Oldfielda. Njezina inačica tradicionalne irske pjesme "Bonny Portmore" 1995. se godine pojavila u seriji Gorštak, ali je godinu dana ranije uvrštena i u film Gorštak III. Njezin singl "The Mummers' Dance" u proljeće se 1997. godine počeo reproducirati na radiopostajama u Sjevernoj Americi i pojavio se kao glavna glazbena tema za kratkotrajnu TV seriju Legacy. Također se pojavio u traileru za film Jednom zauvijek iz 1998. u kojem glumi Drew Barrymore.
Njezina se glazba pojavila i u filmovima Djed Božićnjak, Vojnik, Jade, Genijalac, Full Circle i Zvončica, kao i u televizijskim serijama Tajne Avalona, Roar i Due South.

### Osobna tragedija i odmak od glazbe (1998. – 2006.)
U srpnju 1998. McKennittin se zaručnik Ronald Rees utopio tijekom brodske nesreće u Zaljevu Georgian sa svojim bratom Richardom i bliskim prijateljem zaručnika, Gregoryjem Cookom. Događaj ju je snažno pogodio i kasnije je te godine osnovala Memorijalnu zakladu Cook-Rees za traganje i sigurnost u vodi. U vrijeme nesreće radila je na koncertnom albumu dvaju nastupa Live in Paris and Toronto. Prihod u iznosu od tri milijuna dolara doniran je novoosnovanoj zakladi.
Nakon objave tog uratka McKennitt je odlučila značajno smanjiti broj javnih nastupa; nije objavila nijedan album do 2006., kad je objavljen An Ancient Muse.

### Povratak glazbi (2006. – danas)
Tijekom 2005. McKennit je počela raditi na uratku koji je na koncu postao An Ancient Muse, njezin sedmi studijski album, objavljen u studenom 2006. godine. U rujnu 2006. nastupila je u Alhambri. Nastup je premijerno prikazan na PBS-u, a u kolovozu 2007. objavljen je na setu od tri diska Nights from the Alhambra. 
Godine 2008. McKennitt je skladala pjesmu "To the Fairies They Draw Near" kao glavnu skladbu za Disneyjev animirani film Zvončica. Također je i pripovjedačica u filmu. Početkom te godine vratila se i u studio Real World Studios Petera Gabriela kako bi snimila A Midwinter Night’s Dream, proširenu inačicu njezina EP-a A Winter Garden: Five Songs for the Season iz 1995. godine. Uradak je objavljen 28. listopada 2008. godine.
Od objave albuma An Ancient Muse McKennitt je dosljedno išla na turneje: 2007. je godine u Europi i Sjevernoj Americi otišla na An Ancient Muse Tour, a zatim i na podulju turneju u Kanadi i Sjedinjenim Državama. Poslije je uslijedila europska turneja 2008. godine i mediteranska turneja 2009., tijekom koje je nastupila u Grčkoj, Turskoj, na Cipru, u Libanonu, Mađarskoj i Italiji.
McKennitt je 17. rujna 2009. najavila da planira objaviti albumu A Mediterranean Odyssey koji bi činila dva diska. Prvi CD, "From Istanbul to Athens", sastoji se od 10 novih koncertnih snimki nastalih tijekom njezine mediteranske turneje 2009. godine, među kojima su i pjesme koje nikad prije nije snimila uživo. Drugi CD, "The Olive and the Cedar", čini mediteranska podloga. Sastoji se od prethodno neobjavljenih studijskih snimki nastalih između 1994. i 2006. godine.
Dana 12. studenog 2010. objavljen je studijski album The Wind That Shakes the Barley. Snimljen je u Sharon Templeu u kanadskoj saveznoj državi Ontario i sastoji se od devet tradicionalnih keltskih pjesama. McKennitt je izjavila: "Svako malo pojavi se nešto što nas vuče ka korijenima i početcima, uz perspektivu vremena i iskustva, kako bismo se prisjetili poznatih nam stvari koje smo nekoć voljeli i koje i dalje volimo."
Nakon što je McKennitt objavila The Wind That Shakes the Barley, posjetila je nekoliko država kako bi podržala album. Tijekom promidžbene turneje održala je jednosatni koncert u studiju njemačke radiopostaje SWR1, uz pratnju gitarista Briana Hughesa i violončelistice Caroline Lavelle, koji su dugo vremena surađivali s njom na turnejama i tijekom snimanja. Taj je nastup objavljen 2011. godine na CD-u pod imenom Troubadours on the Rhine. Godine 2012. nominiran je za nagradu Grammy za najbolji new age album.
Dana 30. studenog 2012. McKennitt je podržala Zakladu Golden Hat koju je osnovala Kate Winslet; tu su zakladu podržali i Tim Janis, Sarah McLachlan, Andrea Corr, Hayley Westenra, Sleepy Man Banjo Boys, Dawn Kenney, Jana Mashonee, Amy Petty i zbor, koji su nastupili na koncertu "The American Christmas Carol" u Carnegie Hallu.
Deseti studijski album, Lost Souls, objavljen je 11. svibnja 2018. godine.
U filmu Road to the Lemon Grove iz 2018. godine imala je ulogu Božjega glasa.

## Nasljeđe

### Žanr
McKennittinu se glazbu uglavnom klasificira kao etnoglazbu ili keltsku glazbu, no u prodavaonicama albuma katkad je se uvrštava pod žanr narodne glazbe.
McKennitt se katkad uspoređuje s Enyom, no McKennittina je glazba više utemeljena na tradicionalnim i klasičnim konvencijama, a tekstove njezinih pjesama nadahnjuju književna djela kao što su "The Lady of Shalott" Lorda Tennysona, "Prosperov govor" (posljednji solilokvij u Oluji Williama Shakespearea), nortambrijska balada "The Twa Sisters" (koja je nadahnula pjesmu "The Bonny Swans" na albumu The Mask and Mirror), "Snow" Archibalda Lampmana, "Tamna noć duše" svetog Ivana od Križa, Danteov Pakao, "Lullaby" Williama Blakea, Yeatsova pjesma "The Stolen Child," "The English Ladye and the Knight" Waltera Scotta i "The Highwayman" Alfreda Noyesa.

### Utjecaji
Prije nego što McKennitt sklada pjesme, istražuje određenu tematiku kako bi oblikovala koncept albuma. Prije snimanja Elementala i Parallel Dreamsa putovala je u Irsku kako bi je nadahnula povijest te države, folklor, geografija i kultura. Albumu The Mask and Mirror prethodio je odlazak u Španjolsku, gdje je proučavala Galiciju, keltski dio Španjolske, kao i arapske korijene. To je rezultiralo albumom u kojem se nalaze elementi keltske i arapske glazbe. Prema knjižici albuma An Ancient Muse McKennitt su nadahnula čitanja o putu svile i putovanja vezana uz to područje.

### Dokumentarni filmovi
Krajem 1990-ih McKennitt je snimila No Journey's End, polusatni dokumetarni film za američku televiziju u kojem je raspravljala o stvarima koje utječu na njezinu glazbu. No Journey's End sadrži dijelove iz nekoliko pjesama s albuma Parallel Dreams, The Visit i The Mask and Mirror. Prikazuje i javne izvedbe skladbi "The Lady of Shalott", "Santiago" i "The Dark Night of the Soul". Naknadno je objavljen na DVD-u i VHS-u; na DVD-u se nalaze i glazbeni spotovi za pjesme "The Mummers' Dance" i "The Bonny Swans". Primjerak DVD-a priložen je i uz remasterirane inačice McKennittinih CD-a iz 2004. godine.
Godine 2008. McKennitt je objavila A Moveable Musical Feast, utemeljen na turneji An Ancient Muse iz 2007. godine. Na DVD-u se nalaze intervjui s McKennitt, njezinom skupinom, tehničarima, obožavateljima i kolegama iz kanadske glazbene industrije.

### Sudski spor
McKennitt je 2005. sudjelovala u sudskom sporu u Engleskoj nakon što je njezina bivša prijateljica i suradnica, Niema Ash, objavila knjigu Travels with Loreena McKennitt: My Life as a Friend u kojoj se nalaze intimni detalji o njihovom prijateljstvu. McKennitt je izjavila da se veći dio knjige sastoji od privatnih informacija koje Ash nije imala pravo objaviti. Sud je zaključio da je doista došlo do kršenja povjerenja i zloupotrebe McKennittinih privatnih podataka. Dom lordova potvrdio je odluke nižeg suda 2007. godine.

## Diskografija
Studijski albumi
- Elemental (1985.)
- To Drive the Cold Winter Away (1987.)
- Parallel Dreams (1989.)
- The Visit (1991.)
- The Mask and Mirror (1994.)
- The Book of Secrets (1997.)
- An Ancient Muse (2006.)
- A Midwinter Night's Dream (2008.)
- The Wind That Shakes the Barley (2010.)
- Lost Souls (2018.)

## Vanjske poveznice

### Sestrinski projekti
|  | Zajednički poslužitelj ima još gradiva o temi Loreena McKennitt |

### Mrežna mjesta
- Službena stranica
- Intervju s Loreenom McKennitt u radioemisiji Echoes